# F-1 Trillion
F-1 Trillion — шестой студийный альбом американского исполнителя Post Malone. Релиз был издан 16 августа 2024 года на лейблах Republic Records и Mercury. В альбоме приняли участие кантри-звёзды Тим Макгроу, Хэнк Уильямс-младший, Морган Уоллен, Блейк Шелтон, Долли Партон, Брэд Пейсли, Люк Комбс, Лейни Уилсон, Джелли Ролл, Ernest, Сьерра Феррелл, Крис Стэплтон, Hardy и Билли Стрингс. Продюсированием занимались Луи Белл, Charlie Handsome и Hoskins. Альбом был поддержан выпуском трёх синглов: «I Had Some Help», «Pour Me a Drink» и «Guy for That». Альбом стал продолжением предыдущего альбома Мэлоуна, Austin (2023).
После выхода F-1 Trillion получил в основном положительные отзывы от музыкальных критиков. Расширенное издание альбома с подзаголовком Long Bed было выпущено менее чем через 12 часов после релиза.
Альбом возглавил американский хит-парад Billboard 200 и британский UK Albums Chart.
Альбом был номинирован на 67-й церемонии «Грэмми» в категории «Лучший кантри-альбом».

## История
В июне 2022 года Мэлоун дал интервью «Шоу Говарда Стерна», в котором ведущий спросил его о возможности записи кантри-альбома в будущем: «Честно говоря, ничто не мешает мне взять камеру, устроиться в своей студии в Юте и записать кантри-альбом чтобы выложить его на YouTube. Я могу это сделать. Я же человек». Далее он пояснил:
Я делю свое время между множеством разных вещей, потому что я с радостью обязан давать концерты и показывать любовь своим поклонникам… и потом я с радостью обязан писать музыку и делать биты самостоятельно, и я с радостью обязан, знаете ли, заботиться о своей семье. Так что это куча времени, и речь идет о том, чтобы найти это пространство, чтобы выделить это время. Если у меня будет ещё один год для себя, может быть, я запишу чёртов кантри-альбом.
Первое обращение к кантри-музыке началось в 2023 году, когда Мэлоун принял участие в перезаписи песни «Pickup Man» Джо Диффи, впервые попав в чарт Hot Country Songs на 34 место. В апреле 2024 года он принял участие в кантри-альбоме Бейонсе Cowboy Carter с треком «Levi’s Jeans», который занял 5 место в чарте Hot Country Songs.
Продюсерами альбома выступили Луи Белл, Райан Войтесак (Charlie Handsome) и Hoskins, а в его создании приняли участие многие авторы и исполнители песен в стиле кантри: Тим Макгроу, Хэнк Уильямс-младший, Морган Уоллен, Блейк Шелтон, Долли Партон, Брэд Пейсли, Люк Комбс, Лейни Уилсон, Джелли Ролл, Ernest, Сьерра Феррелл, Крис Стэплтон, Hardy и Билли Стрингс. По словам Мэлоуна, работа над альбомом заняла шесть месяцев.

## Продвижение
10 мая 2024 года Мэлоун выпустил лид-сингл альбома, «I Had Some Help», в котором принял участие американский кантри-певец Морган Уоллен. В коммерческом плане песня дебютировала на вершине Billboard Hot 100 с самыми высокими недельными продажами и потоками с 2020 года, обеспечив Мэлоуну шестую песню номер один.
В Billboard, ранжируя все 27 треков, отметили три лучших: «California Sober» (при участии Криса Стэплтона), «Wrong Ones» (при участии Тим Макгро) и «I Had Some Help» (при участии Моргана Уоллена).

## Отзывы
| Совокупная оценка | Совокупная оценка |
| Источник          | Оценка            |
| ----------------- | ----------------- |
| Metacritic        | 71/100            |
| Оценки критиков   |                   |
| Источник          | Оценка            |
| AllMusic          | [ 8 ]             |
| Clash             | 7/10              |
| The Guardian      | [ 10 ]            |
| The Independent   | [ 11 ]            |
| The Observer      | [ 12 ]            |
| Pitchfork         | 7.0/10            |
| Rolling Stone     | [ 14 ]            |
| The Telegraph     | [ 15 ]            |

F-1 Trillion был встречен в целом положительными отзывами. На сайте Metacritic, который присваивает оценку из 100 баллов рецензиям от профессиональных изданий, альбом получил средневзвешенное среднее в 71 балл на основе 9 рецензий, что означает «в целом благоприятные отзывы».
Робин Мюррей из Clash дал альбому положительную рецензию, отметив творческий потенциал Мэлоуна и его коммерческую привлекательность. Мюррей заявил, что хотя временами F-1 Trillion «прогибается под собственным весом», альбом «является любовным письмом к жанру». В положительной рецензии Джозеф Худак из Rolling Stone написал, что альбом выиграл бы от того, что в нём было бы меньше музыки и больше сольных песен Мэлоуна. Худак похвалил «самые раздолбайские» треки, выделив «Never Love You Again», «Missin' You Like This» и «M-E-X-I-C-O». Хелен Браун, написавшая рецензию для The Independent, высоко оценила авторские способности Мэлоуна и заявила, что альбом демонстрирует его мастерство в создании песен. Она написала, что хотя F-1 Trillion «потерял часть его характерного звучания — и в нём нет крутых экспериментов, как в альбоме Бейонсе, — он также демонстрирует его неоспоримые способности к созданию песен. Ди-джеи будут в восторге, а их слушатели почувствуют себя за рулём побитых американских грузовиков».
В неоднозначной рецензии Майкл Крэгг из The Guardian считает, что альбом «немного шаблонный» и нуждается в большем риске со стороны Мэлоуна. Крэгг написал, что «в F-1 Trillion есть много интересного, и кажется, что он создан для того, чтобы занять первое место в чартах, но как бы Мэлоун ни чувствовал, что хип-хоп ограничивает его творчество, он по крайней мере давал ему моменты, чтобы по-настоящему раскрепоститься, как в нелепом эпике „Take What You Want“ с участием Оззи Осборна и Трэвиса Скотта. В F-1 Trillion, одетый в полный кантри-костюм, он стреляет слишком прямолинейно».
В рецензии для Consequence Мэри Сироки написала: «F-1 Trillion нравится, потому что Post Malone пришёл повеселиться — и, что более важно, полностью посвятить себя жанру, который ему явно давно нравится и которым он восхищается. Он проделал эту работу, и она окупилась. Мелодии доступны и полностью соответствуют тому, что многие люди любят в этом жанре, но если Мэлоун продолжит в том же духе, то ему следует гнаться за теми моментами, когда его сердце полностью на линии». Гарви выразил мнение, что «большинство совместных работ на альбоме очень хороши», похвалил выступление Долли Партон на «Have The Heart», но при этом раскритиковал песню «Hide My Gun» и открывающий трек «Wrong Ones» за недостаток энергии.
Келси Уикмэн отметил в Yahoo Music, что «В альбоме Post Malone собраны все звезды кантри-музыки: Прошлое, настоящее и будущее. Последние совместные работы певца на альбоме F-1 Trillion свидетельствуют о том, насколько он любим влиятельными представителями жанра».

## Признание

### Награды и номинации
| Организация   | Год  | Категория              | Результат | Ссылка |
| ------------- | ---- | ---------------------- | --------- | ------ |
| Grammy Awards | 2025 | Best Country Album     | Номинация | [ 18 ] |
| Grammy Awards | 2025 | Best Recording Package | Номинация | [ 18 ] |

### Итоговые годовые списки
| Публикация       | Ранг | Список                             |
| ---------------- | ---- | ---------------------------------- |
| Billboard        | 1    | The 10 Best Country Albums of 2024 |
| Holler           | 9    | The 25 Best Country Albums of 2024 |
| Taste of Country | 1    | The 10 Best Country Albums of 2024 |

## Коммерческий успех
Альбом дебютировал на первом месте американского хит-парада Billboard 200, 3-й чарттоппер Пост Мэлоуна. Тираж составил 250 000 альбомных эквивалентных единиц, включая 164 000 SEA-единиц (или 212,86 млн on-demand стрим-потоков 27 песен с учётом делюксовой версии), 80 000 чистых продаж и 6 000 TEA-единиц. Альбом также возглавил Top Country Albums, Top Streaming Albums и Top Album Sales. Ранее певец лидировал с альбомами Hollywood’s Bleeding (5 недель на № 1 в 2019 году) и Beerbongs & Bentleys (3, 2018). В период с 2017 по 2022 год Пост Мэлоун четырежды занимал первое место в Top R&B/Hip-Hop Albums (с альбомами Stoney, Beerbongs & Bentleys, Hollywood’s Bleeding и Twelve Carat Toothache), а также возглавил чарт Top Rock & Alternative Albums в 2023 году (с альбомом Austin).

## Список композиций
Все треки спродюсировали Луи Белл и Чарли Хэндсом, а «I Had Some Help», «Guy for That» и «Devil I’ve Been» были дополнительно спродюсированы Хоскинсом.
| №                   | Название                                             | Автор(ы)                                                                                 | Длительность |
| ------------------- | ---------------------------------------------------- | ---------------------------------------------------------------------------------------- | ------------ |
| 1.                  | «Wrong Ones» (при участии Тим Макгро)                | Austin Post Луи Белл Ryan Vojtesak Люк Комбс Ernest Keith Smith James McNair             | 3:15         |
| 2.                  | «Finer Things» (при участии Хэнка Уильямса младшего) | Post Л. Белл Vojtesak Комбс Smith Josh Thompson McNair                                   | 3:05         |
| 3.                  | «I Had Some Help» (при участии Моргана Уоллена)      | Post Морган Уоллен Л. Белл Vojtesak Jonathan Hoskins Smith Ashley Горли Chandler Walters | 2:58         |
| 4.                  | «Pour Me a Drink» (при участии Блейка Шелтона)       | Post Л. Белл Vojtesak John Byron Rocky Block Jordan Dozzi                                | 3:15         |
| 5.                  | «Have the Heart» (при участии Долли Партон)          | Post Л. Белл Vojtesak Лэйни Уилсон Брэд Пейсли Горли                                     | 3:03         |
| 6.                  | «What Don’t Belong to Me»                            | Post Л. Белл Vojtesak Smith Горли James Maddocks                                         | 3:27         |
| 7.                  | «Goes Without Saying» (при участии Брэда Пейсли)     | Post Л. Белл Vojtesak Горли Thompson Chase McGill Joe Reeves                             | 3:32         |
| 8.                  | «Guy for That» (при участии Люка Комбса)             | Post Комбс Л. Белл Vojtesak Hoskins Smith McNair                                         | 2:44         |
| 9.                  | «Nosedive» (при участии Лэйни Уилсон)                | Post Л. Белл Vojtesak Комбс Smith Billy Walsh McNair                                     | 3:12         |
| 10.                 | «Losers» (при участии Jelly Roll)                    | Post Л. Белл Vojtesak Smith Горли Walters Reeves                                         | 3:29         |
| 11.                 | «Devil I’ve Been» (при участии Ernest)               | Post Smith Л. Белл Vojtesak Hoskins Walters                                              | 3:02         |
| 12.                 | «Never Love You Again» (при участии Sierra Ferrell)  | Post Л. Белл Vojtesak Chris Tompkins Rhett Akins                                         | 3:06         |
| 13.                 | «Missin' You Like This» (при участии Люка Комбса)    | Post Комбс Л. Белл Vojtesak Michael Hardy Горли McNair                                   | 3:42         |
| 14.                 | «California Sober» (при участии Криса Стэплтона)     | Post Крис Стэплтон Л. Белл Vojtesak Mark Holman                                          | 3:24         |
| 15.                 | «Hide My Gun» (при участии Hardy)                    | Post Hardy Л. Белл Vojtesak Smith Walsh Alexander Izquierdo                              | 3:40         |
| 16.                 | «Right About You»                                    | Post Л. Белл Vojtesak Smith Walters                                                      | 3:03         |
| 17.                 | «M-E-X-I-C-O» (при участии Billy Strings)            | Post Л. Белл Vojtesak McGill                                                             | 2:35         |
| 18.                 | «Yours»                                              | Post Л. Белл Vojtesak Горли Taylor Philips                                               | 3:19         |
| Общая длительность: | Общая длительность:                                  | Общая длительность:                                                                      | 57:51        |

| №                   | Название                 | Автор(ы)                                                 | Длительность |
| ------------------- | ------------------------ | -------------------------------------------------------- | ------------ |
| 1.                  | «Fallin’ in Love»        | Post Л. Белл Vojtesak Smith Thompson Block               | 2:51         |
| 2.                  | «Dead at the Honky Tonk» | Post Л. Белл Vojtesak Smith Gorley Byron                 | 3:33         |
| 3.                  | «Killed a Man»           | Post Л. Белл Vojtesak Geoff Warburton Joe Fox Jimi Bell  | 3:05         |
| 4.                  | «Ain’t How it Ends»      | Post Л. Белл Vojtesak Smith Gorley Reeves                | 3:21         |
| 5.                  | «Hey Mercedes»           | Post Л. Белл Vojtesak                                    | 3:22         |
| 6.                  | «Go to Hell»             | Post Л. Белл Vojtesak                                    | 4:27         |
| 7.                  | «Two Hearts»             | Post Л. Белл Vojtesak Smith Dean Dillon Jessie Jo Dillon | 3:26         |
| 8.                  | «Who Needs You»          | Post Л. Белл Vojtesak Smith Walters Blake Pendergrass    | 2:49         |
| 9.                  | «Back to Texas»          | Post Л. Белл Vojtesak                                    | 2:47         |
| Общая длительность: | Общая длительность:      | Общая длительность:                                      | 87:44        |

## Чарты
| Чарты (2024)                             | Высшая позиция |
| ---------------------------------------- | -------------- |
| Австралия (ARIA)                         | 2              |
| Австралия Country Albums (ARIA)          | 1              |
| Австрия (Ö3 Austria)                     | 5              |
| Бельгия/Фландрия (Ultratop)              | 4              |
| Бельгия/Валлония (Ultratop)              | 15             |
| Канада (Canadian Albums Chart)           | 1              |
| Чехия (ČNS IFPI)                         | 10             |
| Дания (Hitlisten)                        | 4              |
| Нидерланды (Album Top 100)               | 1              |
| Финляндия (Suomen virallinen lista)      | 19             |
| Германия (Offizielle Top 100)            | 5              |
| Исландия (Tónlistinn)                    | 6              |
| Ирландия (Irish Albums Chart)            | 5              |
| Италия (Classifica album)                | 24             |
| Италия (FIMI)                            | 24             |
| Япония Digital Albums (Oricon)           | 20             |
| Япония Hot Albums (Billboard Japan)      | 92             |
| Литва (AGATA)                            | 43             |
| Новая Зеландия (RMNZ)                    | 1              |
| Норвегия (VG-lista)                      | 1              |
| Португалия (AFP)                         | 10             |
| Шотландия (Scottish Albums Chart)        | 3              |
| Испания (PROMUSICAE)                     | 12             |
| Швеция (Sverigetopplistan)               | 3              |
| Швейцария (Schweizer Hitparade)          | 2              |
| Великобритания (UK Albums Chart)         | 1              |
| Великобритания (UK Country Albums Chart) | 1              |
| США (Billboard 200)                      | 1              |
| США (Billboard Top Country Albums)       | 1              |

| Чарт (2024)                         | Позиция |
| ----------------------------------- | ------- |
| Австралия (ARIA)                    | 62      |
| Австралия (Country Albums, ARIA)    | 10      |
| Канада (Billboard)                  | 43      |
| США (Billboard 200)                 | 62      |
| США (Top Country Albums, Billboard) | 15      |

## Сертификации
| Регион                                                                      | Сертификация | Продажи   |
| --------------------------------------------------------------------------- | ------------ | --------- |
| Новая Зеландия (RMNZ)                                                       | Золотой      | 7500      |
| Великобритания (BPI)                                                        | Серебряный   | 60 000    |
| США (RIAA)                                                                  | Платиновый   | 1 000 000 |
| Данные о продажах + прослушиваниях приведены только на основе сертификации. |              |           |